# سوسن اوشيه
سوسن اوشيه أو سوسن سنجار (باللاتينية: Iris aucheri) أو السوسن الدخاني (باللاتينية: Iris fumosa) هو أحد أنواع السوسن من الفصيلة السوسنية. سمي نسبة إلى عالم النبات الفرنسي بيير اوشيه (بالفرنسية: Pierre Martin Remi Aucher-Éloy)‏

## الموئل والانتشار
ينتشر في بلاد الشام و وتركيا والقوقاز.

## مرادفات
- السوسن الدخاني (باللاتينية: Iris fumosa)
- السوسن السنجاري (باللاتينية: Iris sindjarensis)

## الوصف النباتي
النبات معمر ينتشر بالأبصال.